# 구례 사도리 석불좌상
구례 사도리 석불좌상(求禮 沙圖里 石佛坐像)은 대한민국 전라남도 구례군에 있는 석불이다. 1986년 2월 7일 전라남도의 유형문화재 제133호로 지정되었다.

## 참고 자료
- 구례사도리석불좌상 - 국가유산청 국가유산포털